# 飯富虎昌
飯富 虎昌（おぶ とらまさ）は、戦国時代の武将。甲斐武田氏の重臣。
武田信虎の時代から武田家の譜代家老衆として仕え、信濃国佐久郡内山城を領した。信虎追放後は、信玄に仕えた。信玄の信任厚く、嫡男武田義信の傅役や赤備えを率いる大任を務めたが、義信事件に連座し、切腹させられた。名は虎昌とされるが、義信側近が連署した「二宮祭礼帳」にその名は見当たらず、検討の余地がある。

## 生涯

### 信虎時代
飯富氏は甲斐源氏の一族で、源義家の四男・源義忠の子・飯富忠宗の末裔と言われる。別説に古代の多氏の末裔説がある。戦国時代の甲斐国では武田信虎家臣に飯富道悦がおり、『勝山記』によれば永正12年（1515年）10月17日に道閲は西郡の国人・大井信達との戦いにおいて子息とみられる「源四郎」と共に戦死している。この飯富源四郎が虎昌・山県昌景兄弟の父親にあたると考えられている。
永正元年（1504年）に生まれたとされているが、生年には諸説があって定かではない。出身地は飯富村（現在の山梨県南巨摩郡身延町飯富）と伝わっている。
享禄4年（1531年）、今井信元・栗原兵庫らと共に信虎に反旗を翻したが、敗れて降参し、許されたのちは信虎に臣従した。天文7年（1538年）にも諏訪頼満・村上義清の連合軍と戦い、このとき寡兵であるにもかかわらず、数で勝る連合軍を打ち破り、自らは首級97を挙げるという軍功を挙げたとまでされている。
天文10年（1541年）、武田家宿老であり有力国人であった板垣信方、甘利虎泰らと共に信虎の嫡男・晴信を擁立して信虎を駿河に追放し、以後は武田家の宿老として晴信をよく支えた。

### 信玄時代
天文17年（1548年）、上田原の戦いで板垣信方と甘利虎泰が戦死した後は、武田軍団の中核となって信玄を支えた。
軍事面では常に最前線に立ち、天文22年（1553年）に自らが守備する内山城を長尾景虎（上杉謙信）・村上義清の軍8000に囲まれた時には、僅か800の手勢で撃退した。また、『高白斎記』における同年の記述に「八月晦日甲辰飯富室カノ本城ヘ移ル」があり、室賀城（現・長野県上田市）へ入ったことがわかる。永禄4年（1561年）の第四次川中島の戦いでは、妻女山攻撃の別働隊の大将を務めるなど柱石として武田氏躍進に尽力すると共に、信玄の嫡男・義信の傅役（後見人）に任命されるなど、武田氏随一の宿老として重きを成した。

### 最期
『甲陽軍鑑』に拠れば、義信と信玄父子の仲は決して良好なものではなかったとされる。ただし、永禄6年(1563年) 信玄と義信の連名で、甲斐国二宮である美和神社に必勝祈願と子孫繁栄を祈願して和歌が綴った『板絵着色三十六歌仙図』が奉納されており、この時期の信玄と義信の親子関係は良好であったと推測される。対今川氏の方針をめぐって父子の間で対立を深めると、虎昌は義信を担いで謀反を企んだとして捕らえられ、永禄8年（1565年）10月15日、その責任を取らされる形で自害した。享年62。この事について、信玄が「飯富虎昌が我々の仲（信玄と義信）を引き裂こうとする密謀が発覚した」「義信との親子関係に問題はない」という趣旨の手紙を小幡源五郎に送ったとされている。
虎昌の処刑日について、2001年には平山優が永禄8年9月 - 10月の範囲に推定し、2006年には丸島和洋が高野山成慶院『甲斐国供養帳』の記載から命日を永禄8年10月15日に特定した。
飯富家は断絶し、家臣団は山県氏の名跡を襲った弟三郎兵衛が引き継いだ。
子には昌時がいたとされ、事件後は武田氏とも縁のある公家の三条家を頼って古屋姓を名乗ったという*。また、天文22年（1553年）9月には第一次川中島の戦いに際して長尾氏の侵攻を受けた信濃苅屋原城への救援として派遣された「飯富左京亮」は天文20年（1551年）に東条氏を討ち取ったとされる「飯富藤蔵（稲蔵）」の後身を推定され、虎昌の子であると考えられている。飯富左京亮は永禄2年（1559年）の相模後北条氏の『小田原衆所領役帳』に他国衆として名が記載されている。
虎昌の自害の理由には、諸説があって定かではない。謀反の計画を三郎兵衛に伝わるように虎昌自身が画策し、義信をかばって首謀者として断罪されたともされる一方で、信玄の信濃経略や上杉謙信との度重なる抗争に反対することが多く、また、武田家中で大きな勢力を誇っていたため、義信事件を契機として信玄自らが粛清に及んだとする説もある。虎昌と同じく、穴山信君の弟・信嘉（信邦）も連座して切腹していることから、親今川派の国人の反発という側面も指摘される。

## 人物

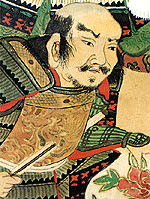
武田二十四将図の一部（武田神社所蔵品）

- 武田信虎、武田信玄の2代に仕えた宿老中の宿老で、その剛勇は「甲山の猛虎」と呼ばれて敵味方から恐れられたほどの猛将であり、武田二十四将の一人に挙げられる。
- 彼の率いる部隊は全員が赤い軍装で揃えられ、赤備えの先駆けとして名を馳せた。また、精強武田軍団の代名詞ともなった。後に弟・山県昌景や井伊直政、真田信繁（幸村）等が赤備えを倣っている。

## 登場作品
- 天と地と（1969年、NHK大河ドラマ、演：飯富兵部 - 高橋昌也）
- 武田信玄（1988年、NHK大河ドラマ、演：児玉清）
- 風林火山（2007年、NHK大河ドラマ、演：金田明夫）